# Internet de l'énergie

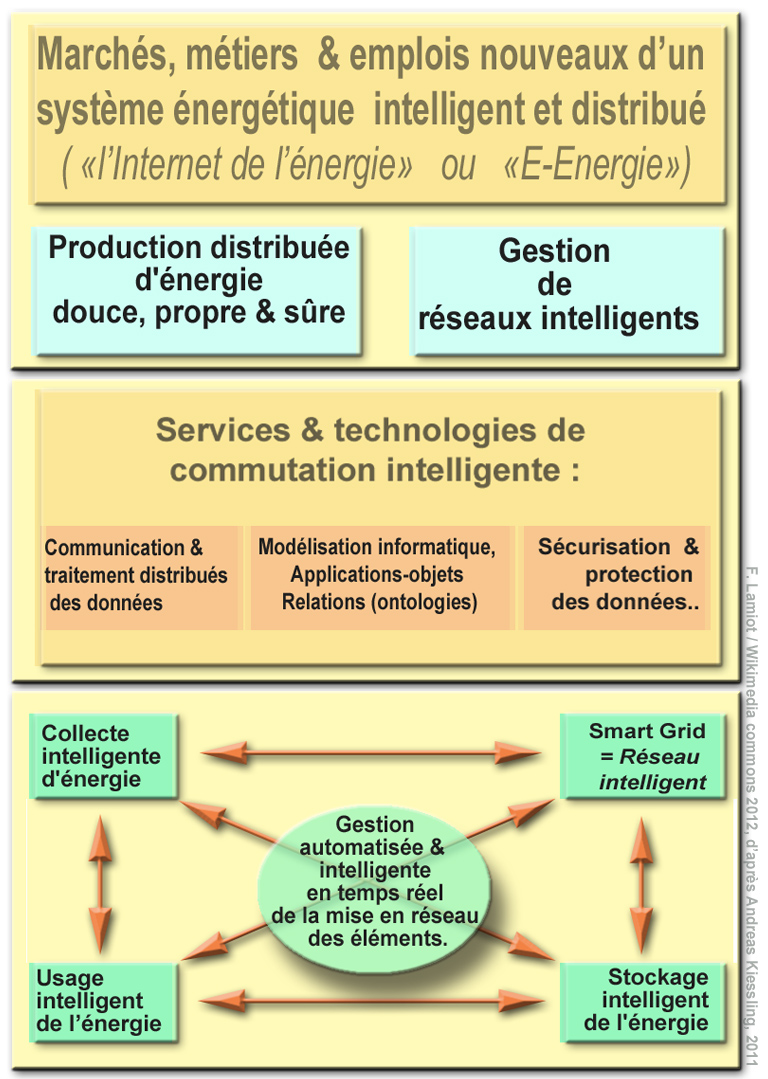
Description simplifiée des métiers, activités et emplois nouveaux associés à la troisième révolution industrielle telle que proposée et promue par Jeremy Rifkin

L'Internet de l'énergie, aussi appelé Énernet (diminutif de énergie et net, en français, ou de « energy of networks », en anglais), est un domaine d'application technique et technologique affilié à l'électrotechnique. L'Énernet est la convergence de l'industrie du numérique et de l’industrie de l'énergie, afin de diriger les modèles de production et de consommation énergétiques vers plus d'efficacité, de décentralisation, de partage et de durabilité.
Cette approche technologiste se voudrait donc un élément de la sécurité énergétique d'une ville, d'une région, d'un pays ou d'un ensemble supra-national. Pour certains observateurs, l'Internet de l'énergie ferait partie de la troisième révolution industrielle.

## Principes
Un des principaux vulgarisateurs de l'Internet de l'énergie est l'essayiste américain Jeremy Rifkin. En Europe, le prospectiviste français Joël de Rosnay et la sénatrice Chantal Jouanno sont deux personnalités motrices de l'explication et de la généralisation de l'Internet de l'énergie. 
Il repose sur quatre principes (« 4D »)[réf. souhaitée] : 
- Décarbonisation: système de production distribué qui intègre massivement des énergies renouvelables (ENR)

- « Digitalisation » (numérisation): utilisation de réseaux « intelligents » de distribution de la production électrique (parfois appelés « smart grids »)

- Décentralisation: le réseau est connecté à des producteurs locaux et avec des productions montantes et descendantes. À l'image d'autres types de décentralisations (agriculture, production électronique, construction, politique, etc.) il fait nécessairement appel à de nouveaux modèles économiques.

- Démocratisation: le consommateur devient en principe acteur à part entière de ces réseaux en investissant, produisant et revendant (par exemple en coopérative)

Dans ce cadre, les plateformes amassant ou contrôlant les mégadonnées sont centrales.

## Technologies
L'Internet de l'énergie repose sur: 
- d'un côté, les mêmes structures et infrastructures que l'Internet traditionnel (câblages, fibre optique, serveurs, centres de données, logiciel libre, entreprises du numérique, ingénierie, etc.);

- de l'autre, les infrastructures existantes (et futures) de la distribution et du stockage électrique (réseaux nationaux, centrales publiques, privées, réseaux régionaux, locaux, internationaux, batteries, fabricants, transformateurs, etc.).

Ainsi, le stockage d'énergie sous forme d'hydrogène est une des technologies principales encouragés par les partisans d'un Internet de l'énergie, car il permet dans ce modèle 1) le stockage de l'énergie surproduite (tant à petite qu'à grande échelle) et 2) la mise en circuit de cette énergie de façon rapide, soit directement sur la grille énergétique d'un pays (ou d'une région) par transformation, soit dans l'infrastructure existante (exemple: fonderies et autres usines compatibles), soit au travers des véhicules fonctionnant à l'hydrogène (voitures, camions, trains, avions, hélicoptères, satellites). Un des atouts techniques de cette solution est qu'une grande partie de l'infrastructure gazière existe déjà dans les pays concernés.
Du côté de l'informatique, c'est vers l'Intelligence artificielle (IA) que se tourne l'espoir des partisans de l'Internet de l'énergie. Comme certains développements de l'IA l'ont déjà prouvé dans les domaines de la gestion de stock, de flux d'information ou de la logistique et du transport, elle se trouve être au cœur des processus d'économie d'échelle et de gains de rentabilité dans quasiment tous les domaines investis.
Cette IA est d'ailleurs présente dans certains foyers, sous la forme d'assistans personnels « intelligents », qui peuvent contrôler la consommation d'appareils connectés autour d'eux.

## Gestion

Une grande disparité de capacités de consommation électrique existe à travers le monde (ici, quelques indicateurs de consommation par pays, 2014)

La croissance exponentielle de l'usage d'internet s'est faite principalement sous la forme d'un Internet des objets (« IoT » ou « IdO »). L'entreprise Cisco prédit dans les années 2010 que 50 milliards de nouvelles connexions seraient réalisées sur cet IdO en 2020. 
Jusqu'aux années 2020, le réseau électrique des pays développés était un amas (ou une interconnexion) de réseaux monolithiques, plutôt faiblement interconnectés et synchrones, alimentés par quelques milliers de très grandes centrales électriques, surveillées et contrôlées de manière centralisée (souvent par une entreprise monopolistique ou de très grande taille). Cette approche de la gestion du réseau, héritée du passé, s'avère non soutenable sous cette forme à l'avenir. Elle pourrait à terme être supplantée par de nombreux réseaux plus petits comportant littéralement des millions de nœuds (postes) de production, de stockage et de gestion de l'énergie, gérés par l'intelligence artificielle ou même des logiciels plus simples, sur l'Énernet.
Au niveau local, national, comme international, des structures publiques et privées sont déjà établies pour créer un réseau d'acteurs capables de gérer la grille énergétique d'une région, d'un pays ou d'un ensemble international de manière sécurisée et durable. Pour lancer un tel processus de gestion à grande échelle, il est essentiel de recueillir des données précises de production et de consommation ainsi que leur structure : qui produit ? Qui consomme ? Comment ? Combien ? Quand ? Pour quelle prévision ?.
Ainsi, en France par exemple (qui est en 2020 le deuxième exportateur mondial d'électricité), des acteurs privés et publics se sont engagés en 2019 à accélérer la création d'un Internet de l'énergie; il s'agit de: Enedis, GRDF, Orange, mais aussi la FNCCR (Fédération nationale des collectivités concédantes et régies) ainsi que le Ceren (Centre d'études et de recherches économiques sur l'énergie).
Au niveau mondial, une gestion locale comme internationale de la consommation et de la production devient de plus en plus accessible et nécessaire, notamment avec la mise en place des énergies « bas-carbone » ou à faible impact, comme l'éolien, le solaire, le nucléaire ou l'hydroélectrique. Certaines de ces sources d'énergies étant hautement variables (contrairement à l'énergie nucléaire par exemple) il devient indispensable, avec leur mise en place massive, d'anticiper par l'Internet de l'énergie, la distribution et la production via ces sources.
Des chercheurs ont ainsi proposé (en 2017) un prototype de prise intelligente (open source), sensible aux prix de l'électricité.

### Pages externes
- Electricitymap.org, carte mondiale des consommations électriques (données ouvertes) par pays, en direct.
- (en) Site officiel de l'ENTSO-E (Réseau européen des gestionnaires de réseau de transport d’électricité)
- (en) Kafle, Yuba & Mahmud, Khizir & Morsalin, Sayidul & Town, Graham. (2016). Towards an internet of energy. 1-6. 10.1109/POWERCON.2016.7754036.
- (fr) Mahdjoubi, Imane: Un système d'authentification pour l'internet de l’énergie (IOE) (2019) Université 8 Mai 1945, Guelma
- (fr) Bernard Multon, Gaël Robin, Erika Erambert, Hamid Ben Ahmed. Stockage de l'énergie dans les applications stationnaires. Colloque Energie électrique : besoins, enjeux, technologies et applications 2004, Jun 2004, BELFORT, France. pp.64-77. ⟨hal-00676113⟩